# Championnats du monde de pétanque 1997
Navigation
Édition précédente Édition suivante
Les championnats du monde de pétanque 1997 est une édition des championnats du monde de pétanque. 

## Présentation
Cette compétition constitue la 33e édition des championnats du monde de pétanque en triplette sénior et la 6e édition en triplette junior. Elle se déroule à Montpellier (France) du 24 au 28 septembre 1997 pour les triplettes sénior. Elle se déroule à Genève (Suisse) du 24 au 26 octobre 1997 pour les triplettes juniors.

## Résultats àMontpellier(France)[1]

### Triplette sénior

#### Phase finale
| Nation   | Score | Nation   |
| -------- | ----- | -------- |
| Espagne  | 13-1  | Suède    |
| France 2 | 13-12 | France   |
| France 3 | 13-3  | Belgique |
| Tunisie  | 13-6  | Maroc    |

| Nation   | Score | Nation   |
| -------- | ----- | -------- |
| France 2 | 13-9  | France 3 |
| Tunisie  | 13-12 | Espagne  |

| Nation   | Score | Nation  |
| -------- | ----- | ------- |
| France 3 | 13-6  | Espagne |

| Nation  | Score | Nation   |
| ------- | ----- | -------- |
| Tunisie | 15-9  | France 2 |

## Résultats àGenève(Suisse)[1]

### Triplette junior

#### Phase finale
| Nation    | Score | Nation     |
| --------- | ----- | ---------- |
| Espagne   | 13-7  | France     |
| Maroc     | 13-3  | Algérie    |
| Tunisie   | 13-9  | Madagascar |
| Thaïlande | 13-6  | Suède      |

| Nation    | Score | Nation  |
| --------- | ----- | ------- |
| Espagne   | 13-5  | Tunisie |
| Thaïlande | 13-9  | Maroc   |

| Nation  | Score | Nation |
| ------- | ----- | ------ |
| Tunisie | 13-8  | Maroc  |

| Nation  | Score | Nation    |
| ------- | ----- | --------- |
| Espagne | 15-6  | Thaïlande |

## Podiums
| Épreuve          | Or                                                          | Argent                                                              | Bronze                                            |
| ---------------- | ----------------------------------------------------------- | ------------------------------------------------------------------- | ------------------------------------------------- |
| Triplette sénior | Abderraouf Lakili - Tarek Lakili - Khaled Lakhal            | 2 \| Michel Briand - Pascal Milei - Zvonko Radnic                   | Michel Loy - Philippe Quintais - Philippe Suchaud |
| Triplette junior | Ruben Martinez - Raul Lao - Joaquín Medina - David Corrales | Vinit Jarupanichkul - Pravet Panya - Samran Ketnak - Pongsak Sapyen | H. Mezzi - A. Brinus - H. Chelly - M. Souai       |

## Tableau des médailles
| Rang  | Nation    | Or | Argent | Bronze | Total |
| ----- | --------- | -- | ------ | ------ | ----- |
| 1     | Tunisie   | 1  | 0      | 1      | 2     |
| 2     | Espagne   | 1  | 0      | 0      | 1     |
| 3     | France    | 0  | 1      | 1      | 2     |
| 4     | Thaïlande | 0  | 1      | 0      | 1     |
| Total | Total     | 2  | 2      | 2      | 6     |